# Isola Ardery
L'isola Ardery  (in inglese Ardery Island) è una piccola isola antartica facente parte dell'arcipelago Windmill.
Localizzata ad una latitudine di 66° 22' sud e ad una longitudine di 110°27' est, l'isola è lunga poco più di un chilometro e dista poco più di 2 km dall'Isola Odbert. La zona è stata mappata per la prima volta mediante ricognizione aerea durante l'operazione Highjump e l'operazione Windmill, negli anni 1947-1948. È stata intitolata dalla US-ACAN al maggiore E. R. Ardery, ingegnere dell'esercito che supervisionò la costruzione di numerosi osservatori astronomici nella costa di Wilhelm II e nella costa Budd nella stagione 1948/49.

## Conservazione
L'isola fa parte dell'Area Specialmente Protetta dell'Antartide Ardery Island and Odbert Island, Budd Coast, Wilkes Land, East Antarctica (codice ASPA 103).